# Carinefferia parvula
Carinefferia parvula là một loài ruồi trong họ Asilidae. Carinefferia parvula được Bellardi miêu tả năm 1861. Loài này phân bố ở vùng Tân nhiệt đới.